# デンマーク王立図書館
デンマーク王立図書館（デンマークおうりつとしょかん、Det Kongelige Bibliotek）はコペンハーゲンにあるデンマークの国立図書館であり、コペンハーゲン大学の大学図書館。北欧諸国の中では最大の図書館である。
17世紀以降、デンマーク国内で印刷された出版物を全て収めているが、その中には歴史的に貴重なものが多数含まれる。過去に様々な寄贈がおこなわれたおかげで、デンマークで1482年に最初に出版された書籍を始めとして、デンマークでの全ての既知の出版物をほぼ網羅している。

## 歴史
1648年、フレデリク3世がヨーロッパ全体の包括的なコレクションを出発点として創設した。城内の図書室のスペースが不足したため、フレデリク3世はパリのジュール・マザランの図書館を模した別館を建設した。図書館の1階は造兵廠、2階は図書室でその上に宝物庫が設けられ、床とバルコニーの壁に書棚が備え付けられていた。当初利用者は王室の人間と学者に限定されていたが、1793年にゲッティンゲン大学で学んだ当時の館長によって一般にも開放され、蔵書目録も整備されていった。
1906年に図書館はスロッツホルメンに移転する。1989年、コペンハーゲン大学の1482年に創設された大学図書館 (UB1) と合併した。2005年、科学および医学についてのデンマーク国立図書館 (UB2) と合併（現在は Faculty Library of Natural and Health Sciences）。2006年1月1日、正式名称を The Royal Library, the National Library of Denmark and Copenhagen University Library（王立図書館、デンマーク国立図書館、コペンハーゲン大学図書館）とした。2008年、Danish Folklore Archive（デンマーク民俗学アーカイブ）を吸収合併した。

## 現在の王立図書館

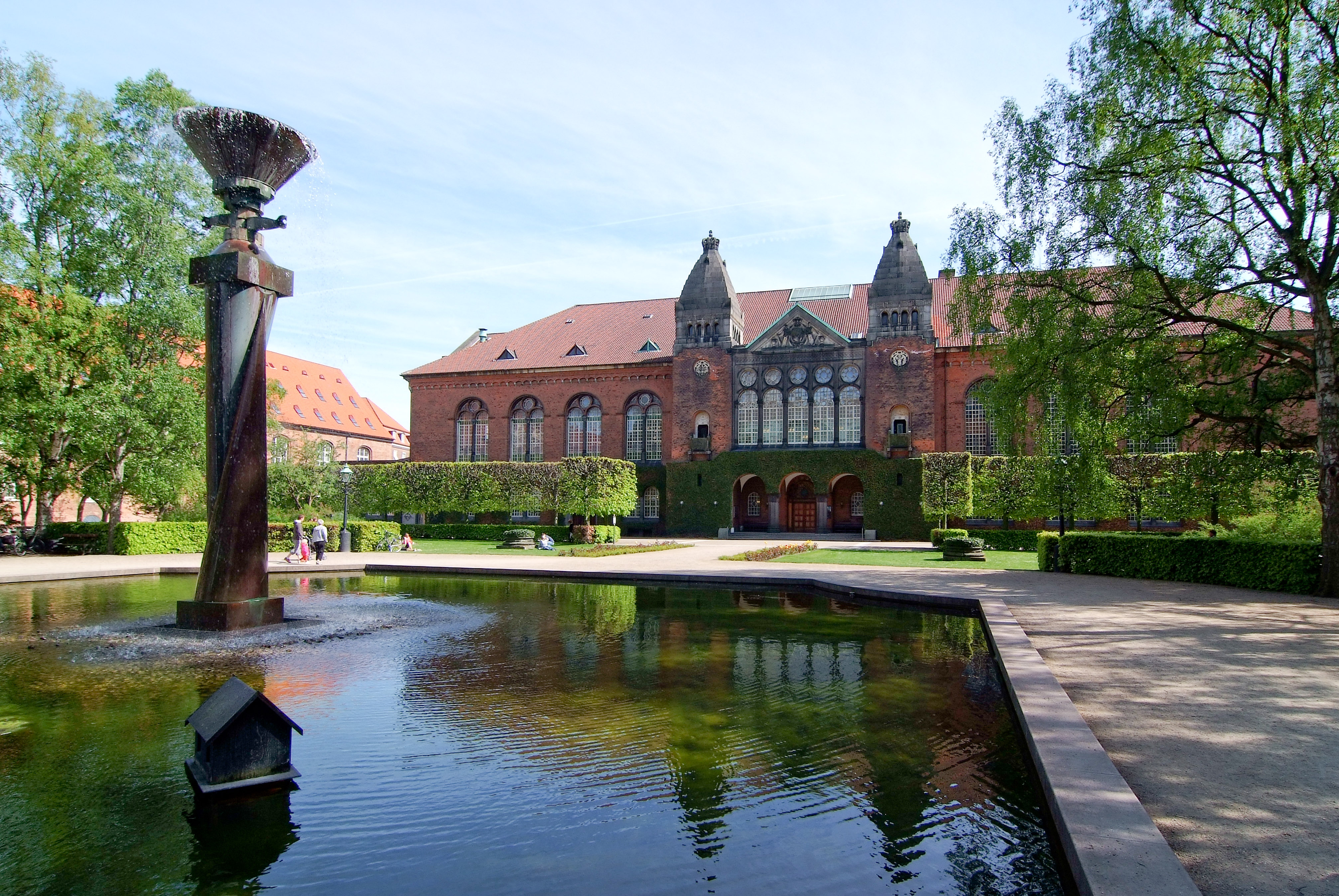
デンマーク王立図書館。1906年から使われているスロッツホルメンにある建物を北西から見たところ

現在、4箇所に分散している。コペンハーゲン中心部のゴーター通りには主に社会科学や法学に関する分館、アマー島には人文学の分館、Nørre Alle には自然科学と医学の分館があり、コペンハーゲン港に面したスロッツホルメンの本館にはあらゆる分野の書籍と特別コレクションが収蔵されている。

## 旧館
スロッツホルメンにある旧館は1906年に Hans Jørgen Holm によって建てられた。その中央ホールはアーヘン大聖堂にあるカール大帝の宮殿礼拝堂を模している。前庭の泉の近くには花壇やリンゴの植え込みがあり、羽毛ペンを手に執筆にいそしむセーレン・キェルケゴールの像が置かれていた。

## ブラックダイアモンド
1999年、スロッツホルメンの旧館の隣に新館が建てられ、ブラックダイアモンド (Den Sorte Diamant) と呼ばれている。設計はデンマークの建築家集団シュミット・ハマー・ラッセン（ schmidt hammer lassen） である。外壁が黒い大理石とガラスで覆われていることからそのように呼ばれ、図書館の他にコンサートホールもある（位置は 北緯55度40分25.5秒 東経12度34分55秒 / 北緯55.673750度 東経12.58194度）。
1999年に開館した。2つの黒い立方体で構成されており、上にいくほど若干通りに迫り出している。2つの立方体の間にはガラスで覆われたアトリウムがあり、両側は8階建ての白壁で波形のバルコニーになっていて、両側をつなぐ空中通廊がいくつかある。アトリウムはガラスで覆われているので海など外の景色が見える。旧館とブラックダイアモンドを繋ぐ渡り廊下が3つあり、それらは通りの上を跨いでいる。そのうち最大の渡り廊下の天井には、デンマークの画家 ペー・キルケビュ（Per Kirkeby） の巨大な絵画がある。

## 重要なコレクション

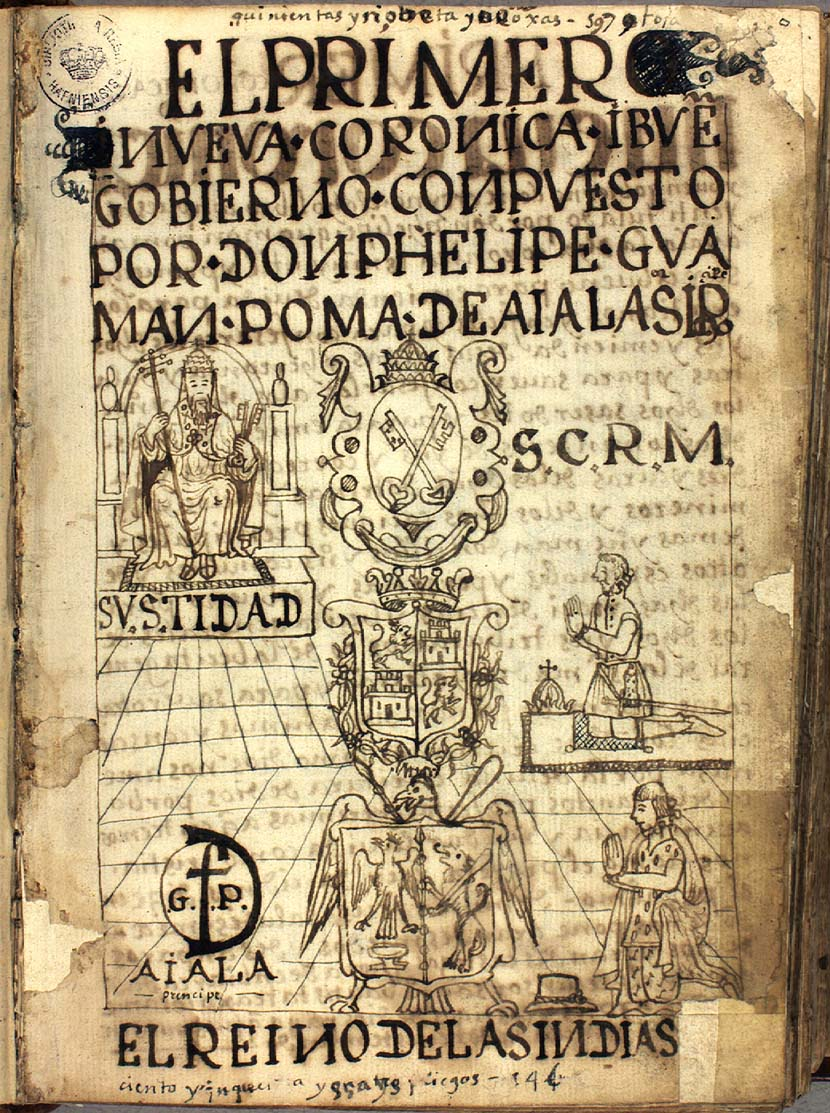
ワマン・ポマ著『新しい記録と良き統治』の1ページ目

所蔵品には2000点にも及ぶカール・フォン・リンネの著書やリンネにまつわる資料があり、1997年に歴史的重要性が認められUNESCOの世界の記憶に認定された。
デンマーク最大の収集家といわれたオットー・トットは、4,000の写本と6,000のインキュナブラを図書館に遺贈した。他にはアウルトニ・マグヌッソン写本コレクション、ハンス・クリスチャン・アンデルセンの手稿や書簡、セーレン・キェルケゴールの手稿や書簡、羊皮紙にラテン語で書かれた福音書『ダルビュ本（Dalbybogen）』、デンマーク史上初の年代記『デンマーク人の事績』の断片『アンガース断章（Angersfragmentet）』、北極周辺の地図などがある。アンデルセンの手稿と書簡も1997年、世界の記憶に認定されている。
ワマン・ポマの『新しい記録と良き統治』(El Primer Nueva Coronica y Buen Gobierno) の署名入り写本は、1200頁の大著で400頁が挿絵になっている。アンデス山脈の原住民の視点からインカ帝国時代、1532年のスペインによる征服、初期のスペインによる植民地支配、先住民に対する権利侵害についての体系的な訴えなどが書かれている。これも2007年に世界の記憶に認定された。

## 本の盗難
1968年から1978年にかけて、同図書館は史上最大の書籍盗難事件に遭った。マルティン・ルターの出版物や、イマヌエル・カント、トマス・モア、ジョン・ミルトンの初版本など1,600点もの歴史的書籍、総額5,000万ドル相当以上が何者かに盗まれたが、図書館側は1975年まで盗難に気づかなかった。犯人は1998年から2002年にかけて、さまざまなオークションで盗んだ本を売ることに成功し、約200万ドルを手にした。しかし2003年9月、盗まれた本がロンドンのクリスティーズのオークションに持ち込まれたことにより事件は解決した。泥棒たちのリーダーは同図書館の東洋部門の責任者だったフレズ・ムラ＝クリステンセンで、2003年2月に亡くなっていたが、彼の死後に遺族が残りの書籍を不用意に売ったことで彼の犯行が明らかになった。2003年11月、ドイツとデンマークにある犯行メンバーの家が一斉に家宅捜索され、1,500点の書籍が見つかった。2004年6月、彼の妻、息子、義理の娘、友人らに懲役1年6か月から3年の判決が下った。友人は無実を訴え、後に無罪となった。2005年4月、娘も有罪を宣告された。

## 館長
初代館長はペーダー・グレフェンフェルト （Peder Griffenfeld）である 。Daniel Gotthilf Moldenhawer は本を盗んでまで同図書館のコレクションを豊かにしたことで知られている。その後、J. H. シュレーゲル、ヨン・エリクセン、Chr. ブルーン、ハンス・J・ホルム（Hans J. Holm） らが館長を務めている。